# Catarractodes hybridus
Catarractodes hybridus – gatunek chrząszcza z rodziny kusakowatych i podrodziny rydzenic.
Gatunek ten opisał po raz pierwszy w 1996 roku Roberto Pace na łamach „Revue suisse de Zoologie”. Jako lokalizację typową wskazano okolice Endebess w rejonie kenijskiego Kitale.
Chrząszcz o błyszczącym, wydłużonym w zarysie ciele długości 4,4 mm. Głowa jest brązowa, na dysku niepunktowana, w pozostałych miejscach punktowana powierzchownie. Czułki mają człony pierwszy, drugi i trzeci rudobrązowe, a człony pozostałe brązowe. Oczy są wykształcone słabiej niż u podobnego C. brunneipennis. Rudożółte przedplecze jest w tyle niepunktowane, a w przedniej połowie opatrzone punktowaniem zatartym. Brązowe pokrywy mają wyraźne ziarenkowanie. Kolor odnóży jest rudy. Odwłok jest brązowy z rudymi wolnymi urotergitami pierwszym i drugim. Genitalia samicy mają spermatekę o niemal równej na całej długości średnicy, częściowo poskręcaną spiralnie.
Owad afrotropikalny, znany wyłącznie z Kenii.